# François Schneider
Pour les articles homonymes, voir Schneider.
François Schneider, né le 16 juin 1967 à La Haye (Pays-Bas), est un chercheur en science de l'environnement, spécialiste de l'analyse du cycle des matériaux dans les processus industriels.

## Biographie
Cofondateur et chercheur de Recherche & Décroissance et membre du SERI (Sustainable Europe Research Institute) François Schneider a travaillé à l'Institut national des sciences appliquées de Lyon (INSA), au CML (Pays-Bas), à l'Institut pour l'écologie industrielle (Autriche), Fond Estonien pour la Nature, INETI (Portugal). 
En juillet 2004, il décide de parcourir la France avec un âne. Sa marche pour la décroissance donne une nouvelle visibilité au mouvement qu'a lancé le journal La Décroissance, créé par ses amis de Lyon en 2003, et suscite d'autres actions concrètes : promouvoir les villages sans voiture et créer un réseau de « colporteurs de la décroissance ».
Il initie et co-organise les conférences internationales sur la décroissance à Paris en 2008 et à Barcelone en 2010.